# Dhimitër Progoni
Dhimitër Progoni (ewentualnie Demetriusz Progoni) – książę Albanii w latach 1208-1216. 

## Życiorys
Był synem Progona i bratem Jana Progoni. Na początku swojego panowania zmuszony był oddać się pod zwierzchnictwo Wenecji. Jego żoną od około 1210 roku była Komnena najstarsza córka wielkiego żupana Serbii Stefana Nemanii. Demetriusz poddał się pod zwierzchnictwo papieża, po uprzedniej zmianie wyznania na katolicyzm. Prowadził politykę prołacińską. Kancelaria papieska tytułowała Demetriusza księciem Albanii. W walce z Wenecja jego sojusznikiem okazał się Michał I Angelos, władca Epiru, który nadał mu tytuł panhypersewastosa i wielkiego archonta. Księstwo Progonitów po śmierci Demetriusza w 1216 roku przeszło w ręce Jerzego Kamonasa z rodu Arianitów.